# نورتون زیندر
نورتون زیندر (انگلیسی: Norton Zinder؛ ۷ نوامبر ۱۹۲۸ – ۳ فوریهٔ ۲۰۱۲) دانشمند در زمینه میکروبیولوژی اهل ایالات متحده آمریکا بود.